# SS Opole
Masowiec SS Opole, należący do Polskiej Żeglugi Morskiej, został zbudowany w 1958 roku w Stoczni Szczecińskiej im. Adolfa Warskiego. Należał do typu B-32, opartego konstrukcyjnie na planach poniemieckiego statku "Nordlicht", przejętego przez Polskie władze w 1947 roku (pływał w PŻM jako "Kolno"). Uroczystość wodowania statku odbyła się 19 stycznia 1958 roku. Matką chrzestną została Anna Smolka, żona Alojzego Smolki, twórcy Opolskiego Teatru Lalki i Aktora. W ciągu 18 lat pływania SS „Opole”, Anna Smolka poświęciła wiele pracy wzbogacaniu kontaktów między Opolanami a marynarzami: corocznie wizytowali oni Opolszczyznę, odwiedzali miejsca pamięci narodowej na Śląsku, spotykali się z powstańcami, gościli w szkołach.
Statek odbył 577 rejsów głównie do portów Europy Zachodniej i Morza Śródziemnego. W 1976 roku został sprzedany armatorowi greckiemu, u którego pływał pod imieniem "Kalliopi".

## Inne statki
Podczas II wojny światowej nazwę SS Opole nosił statek typu Liberty nr 912.